# République de Donetsk (parti politique)
Pour les articles homonymes, voir République de Donetsk.
Le Mouvement social « République de Donetsk » (en russe : Общественное движение « Донецкая республика »), est un parti politique séparatiste pro-russe créé en 2005 et actif dans la région de Donetsk en Ukraine. Avant son annexion, l'objectif du mouvement était la création d'une « fédération d'une Donetsk souveraine », qui inclurait sept régions du sud-est ukrainien,.

## Histoire
Le groupe est créé le 6 décembre 2005 en opposition avec la politique du président ukrainien Viktor Iouchtchenko, avec pour objectif la création d'une « fédération souveraine de Donetsk », qui comprendrait sept régions de l'est et du sud de l'Ukraine. Il est interdit en 2007, mais demeure marginal. Au moment de la guerre du Donbass en 2014, le parti est à l'origine de la fondation de la république populaire de Donetsk, que le gouvernement ukrainien considère comme une organisation terroriste. 
Le parti remporte les élections générales de 2014 avec 68,53 % des voix et 68 sièges sur 100 au Conseil du peuple et de nouveau lors des élections de 2018 avec 78,93 % des voix et 74 sièges. Ces scrutins sont cependant considérés comme illégitimes, notamment par l'ONU et l'Union européenne, en violation des accords de cessez-le-feu de Minsk entre l'Ukraine, la Russie et l'Organisation pour la sécurité et la coopération en Europe.